# Борусова
Борусо́ва (пол. Borusowa) — село в Польше, находящееся в гмине Грембошув Домбровского повета Малопольского воеводства.

## География
Село располагается в 19 км от города Домброва-Тарновска и 67 км от города Кракова. Возле села находится паромное сообщение через Вислу в Новы-Корчин.

## История
С 1975 по 1998 года село входило в Тарнувское воеводство.